# Ta’ Ċenċ Dolmen

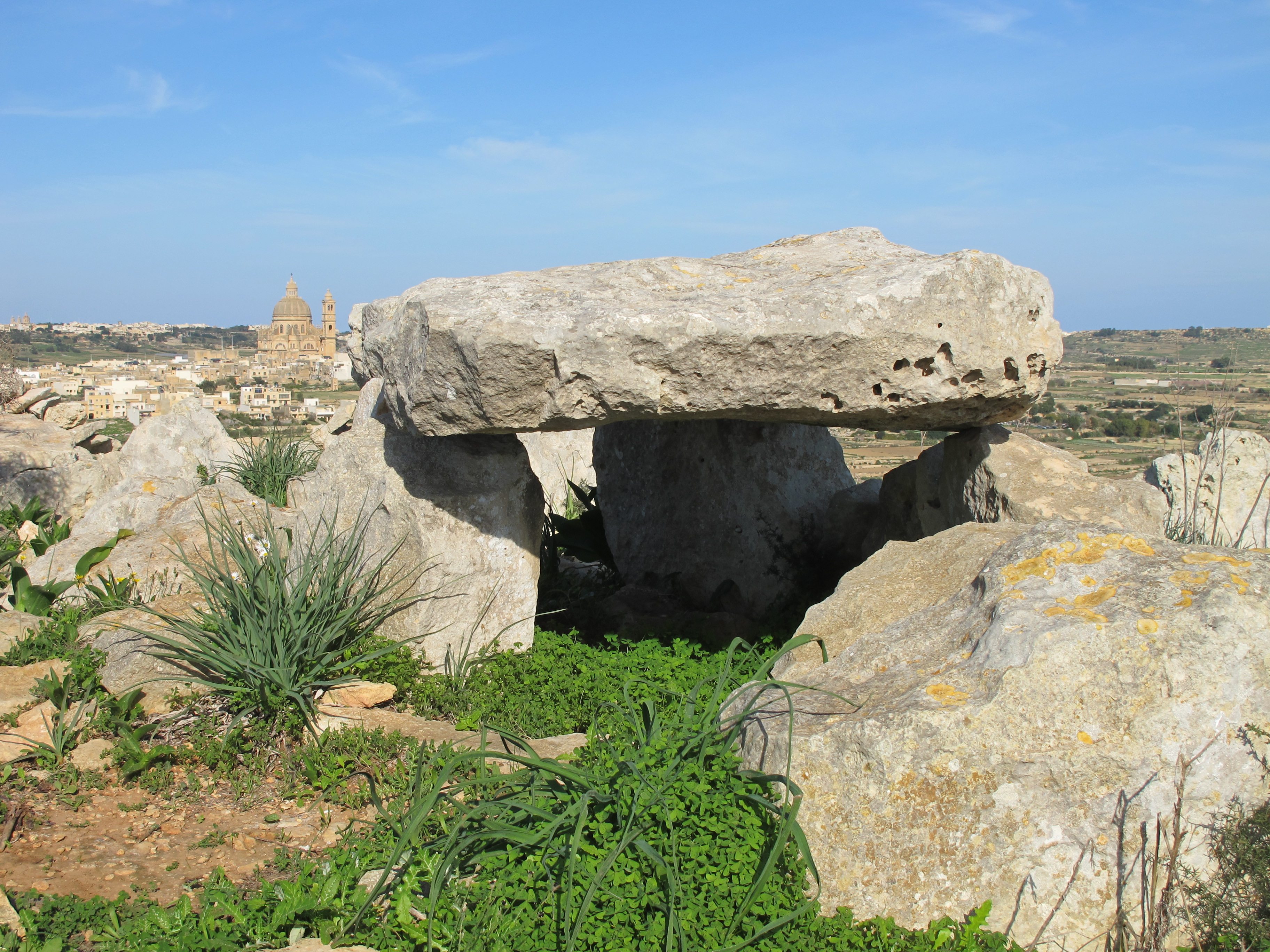
Einer der Ta' Cenc Dolmen

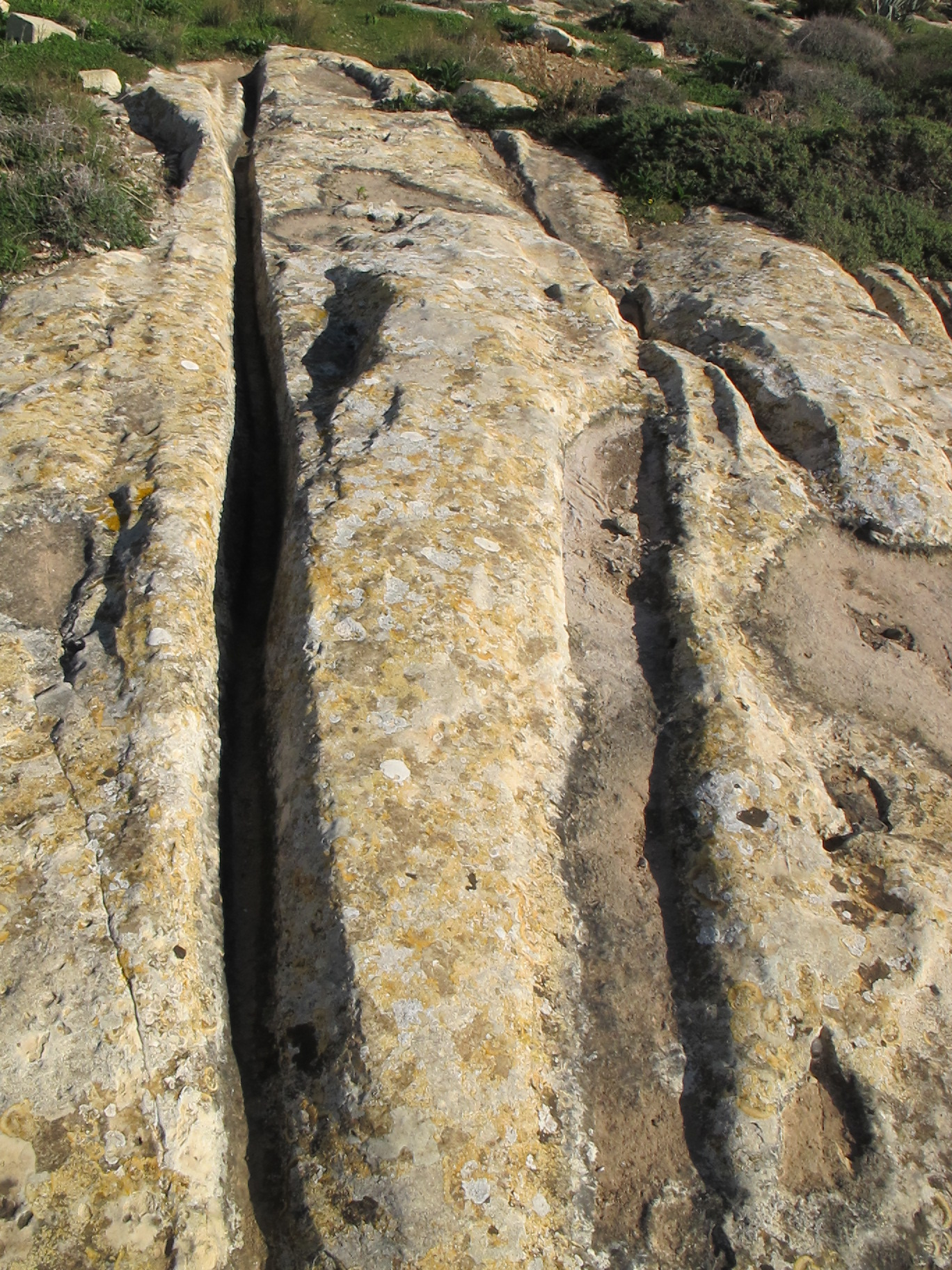
Eine der Ta' Cenc cart ruts

Die kleinen Ta’ Cenc Dolmen (auch Wied Ħanżira Dolmen genannt) liegen auf dem namengebenden Höhenzug bei Sannat an der Südküste der zu Malta gehörenden Insel Gozo. Auf der Nordseite des Ta’ Cenc mit Blickrichtung Xewkija, befinden sich drei Megalithanlagen aus der frühbronzezeitlichen „Tarxien-Cemetery-Phase“ (2500–1500 v. Chr.) Auf Maltesisch werden Dolmen als l-imsaqqfa (mit einem Dach versehen) bezeichnet. Sie bestehen aus einem roh behauenen Deckstein, der auf zwei oder drei Seiten von Tragsteinen gestützt wird, die meist auf einer ihrer langen Schmalseiten liegen. Unter der Mitte ist der Felsuntergrund ausgearbeitet, so dass eine bis zu 60 cm tiefe Grube entstand. Die Dolmen dienten als Begräbnisstätte (für Brandgräber). Die nächsten Parallelen finden sich in Apulien und auf Sizilien, was die einfache Form angeht auch auf dem Golan.
In der Nähe liegen die Schleifspuren (cart ruts) von Ta’ Ċenċ.

## Die Ta’ Cenc Dolmen
- Id-Dura tal-Imramma (Lage) ist ein typischer kleiner maltesischer Dolmen mit einem Deckstein von 1,5 × 0,9 m.
- Id-Dura tax-Xaghra L-Kbira (Lage) in der Nähe ist ebenfalls ein typisch maltesischer Dolmen, mit einem Deckstein der von zwei Blöcken unterstützt wird.
- Id-Dura tal-Mara (Lage), 600 m östlich, ist ein ähnlicher aber größerer Dolmen. Sein von kleineren Steinen gestützter Deckstein misst 2,25 × 1,8 m und ist 0,45 m dick.